# صولجية رائحية
صولجية رائحية أو جنبة صفراء (الاسم العلمي: Leucadendron olens)، هي شجيرة حاملة للأزهار تنتمي إلى جنس صولجية وتشكل جزءًا من فنبوس. هذا النبات موطنه مقاطعة كيب الغربية بجنوب إفريقيا.